# Wiloatma angulifer
Wiloatma angulifer är en insektsart som beskrevs av Walker 1870. Wiloatma angulifer ingår i släktet Wiloatma och familjen dvärgstritar. Inga underarter finns listade i Catalogue of Life.